# Dampierre-le-Château
Dampierre-le-Château település Franciaországban, Marne megyében. Lakosainak száma 117 fő (2022. január 1.). Dampierre-le-Château Braux-Saint-Remy, Dommartin-Varimont, Épense, Herpont, Rapsécourt és Sivry-Ante községekkel határos.

## Népesség
A település népességének változása:
| Lakosok száma | 119  | 103  | 96   | 103  | 98   | 102  | 106  | 113  | 114  | 117  |
|               | 1968 | 1982 | 1990 | 2006 | 2013 | 2015 | 2017 | 2019 | 2020 | 2022 |